# ماجد المرشدي
ماجد المرشدي (1 نوفيمبر 1984 -)  لاعب كرة قدم سعودي ولد في محافظة بقعاء بـ مدينة حائل بالمملكة العربية السعودية .

## مسيرته
لعب المرشدي عدة مباريات مع منتخب المملكة العربية السعودية ، بما في ذلك مباراتان تصفيات لكأس العالم 2010.
| الفريق      | الموسم  | الدوري    | الدوري  | الكأس     | الكأس   | دوري أبطال آسيا | دوري أبطال آسيا | المجموع   | المجموع |
| الفريق      | الموسم  | المباريات | الأهداف | المباريات | الأهداف | المباريات       | الأهداف         | المباريات | الأهداف |
| ----------- | ------- | --------- | ------- | --------- | ------- | --------------- | --------------- | --------- | ------- |
| نادي الهلال | 2004-05 | 7         | 0       | 3         | 0       | 2               | 0               | 12        | 0       |
| نادي الهلال | 2005-06 | 9         | 0       | 6         | 0       | -               | -               | 15        | 0       |
| نادي الهلال | 2006-07 | 16        | 1       | 9         | 1       | 2               | 0               | 27        | 2       |
| نادي الهلال | 2007-08 | 10        | 0       | 11        | 0       | 1               | 0               | 22        | 0       |
| نادي الهلال | 2008-09 | 17        | 1       | 10        | 0       | 7               | 0               | 34        | 1       |
| نادي الهلال | 2009-10 | 18        | 1       | 6         | 0       | 7               | 1               | 31        | 2       |
| المجموع     |         | 77        | 3       | 45        | 1       | 19              | 1               | 141       | 5       |

## وصلات خارجية
- ماجد المرشدي على موقع الاتحاد الدولي (مؤرشف)  (الإنجليزية)
- ماجد المرشدي على موقع قاعدة بيانات كرة القدم.إي يو (الإنجليزية)
- ماجد المرشدي على موقع ناشيونال فوتبول تيمز (الإنجليزية)
- ماجد المرشدي على موقع كووورة
- الموقع الرسمي لللاعب ماجد المرشدي